# DobaCaracol
DobaCaracol est un groupe québécois, formé en 1998, composé à l'origine des deux percussionnistes-chanteuses Doriane Fabreg (Doba) et Carole Facal (Caracol). Leur style musical s'inspire de musiques traditionnelles d'Afrique, Amérique du Sud et d'Europe. En septembre 2008, les deux fondatrices du groupe annoncent une pause, pour qu'elles puissent réaliser leurs projets, dont Carole en solo,.

## Membres
La formation comprend :
- Doriane Fabreg (Percussion et voix)
- Carole Facal (Percussion et voix)
- Maxime Lepage (Basse)
- Maxime Audet-Halde (Guitare)
- Mohamed "Momo" Coulibaly (Batterie et percussions)
- Martin Lizotte (Claviers)

## Apparitions
- 2009 : Osheaga: festival musique et arts
- 2006 : Woodstock en Beauce
- 2006 : Francofolies de La Rochelle
- 2006 : Festival en Othe
- 2006 : Osheaga: festival musique et arts
- 2007 : Festival de Nimes
- 2007 : Festival des Papillons de Nuit (Manche)
- 2007 : Festival Femme Funk (Nouvelle-Calédonie)
- 2007 : Corée
- 2007 : Japon
- 2007 : Elysées Montmartre (Paris) le 12 novembre
- 2007 : Festival du Bout Du Monde (29: Finistère)
- 2007 : Rumilly (74: Haute-Savoie)

## Discographie
- 2001 : Le calme-son
- 2003 : Homa
- 2004 : Soley